# London Underground 1995 Tube Stock
Der London Underground 1995 Tube Stock (oder auch kurz nur 95 Tube Stock) ist eine Baureihe elektrischer Triebwagen, die auf der Londoner Northern Line eingesetzt wird. Entgegen der bei London Underground üblichen Konvention leitet sich die Bezeichnung nicht aus dem Jahr der geplanten Indienststellung (1996) ab, die abweichende Bezeichnung vermeidet jedoch Verwechslungen mit dem 1996 Tube Stock, der zuvor bestellt wurde und ebenfalls 1996 in Dienst gestellt werden sollte und auf der Jubilee Line eingesetzt wird.

## Geschichte
Die Baureihe wurde bestellt um die bisher auf der Northern Line eingesetzten Züge der Typen 1959 Tube Stock und 1972 Mk. I Tube Stock zu ersetzen und wurde von Alstom in Birmingham gebaut.  Die Fahrzeuge sind für einen Zeitraum von 25 Jahren geleast und werden in diesem Zeitraum durch eine Alstom-Tochter gewartet und für den täglichen Betrieb zur Verfügung gestellt. Der erste Zug wurde am 12. Juni 1998 in Dienst gestellt, das letzte Fahrzeug kommt seit dem 10. April 2001 zum Einsatz.

## Zugbildung und Details
Ein Vollzug des 1995 Tube Stock besteht aus zwei Halbzügen, die jeweils aus einem Triebwagen mit Führerstand Driving Motor Car (DM), einem antriebslosen Mittelwagen Trailer Car (T) und einem Triebwagen mit Hilfsführerstand Uncoupling Non-Driving Motor Car (UNDM) bestehen. Der Hilfsführerstand ist mit dem Rangierfahrschalter vorgesehen, um das Rangieren in den Betriebshöfen zu vereinfachen. Ein Einsatz im Fahrgastbetrieb ist jedoch nur mit kompletten Sechswagenzüge zulässig und möglich.

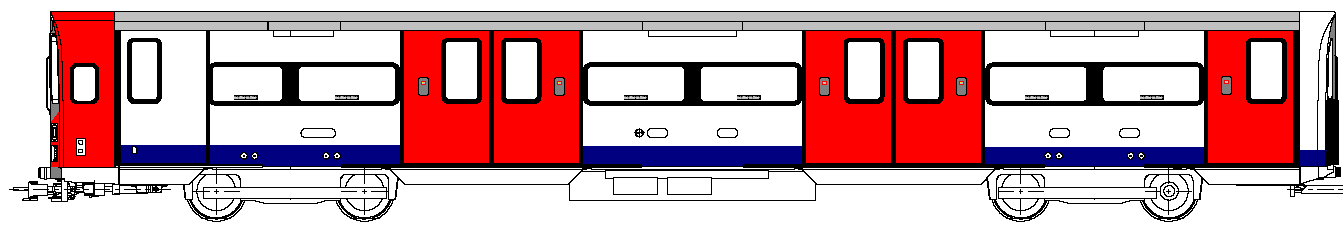
Seitenansicht eines Triebwagens mit Führerstand

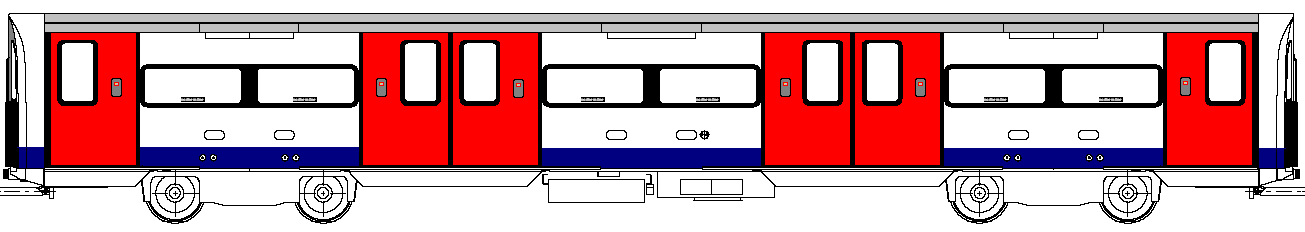
Seitenansicht eines Mittelwagens

Die Fahrzeuge sind in der äußeren Erscheinung den, kurz zuvor bestellten und ebenfalls von Alstom gebauten, Zügen des 1996 Tube Stock sehr ähnlich, die Wagenkästen sind bis auf wenige Details identisch. Der für die Jubilee Line gebaute 1996 Tube Stock sollte ursprünglich gemeinsam mit älteren Zügen vom Type 1983 Tube Stock eingesetzt werden, daher haben beide Baureihen, im Gegensatz zum etwas älteren 1992 Tube Stock zum Beispiel relativ flache Fenster bekommen, damit die Fahrzeuge dem 1983 Tube Stock ähnlicher sehen. Trotz ihrer äußeren Ähnlichkeit unterscheiden sich die beiden Baureihen in Inneneinrichtung und technischer Ausstattung, so nutzt der jüngere 1995 Tube Stock IGBTs anstatt von GTO-Thyristoren zur Wandlung des Gleichstroms in Drehstrom für die Fahrmotoren.
Gemeinsam mit dem 1996 Tube Stock ist der 1995 Tube Stock die erste Baureihe, die von Beginn an mit Schutzbügeln zwischen den einzelnen Wagen ausgestattet wurde. An älteren Baureihen musste dieser Schutz vor Stürzen zwischen die einzelnen Wagen erst nachgerüstet werden.

## Einsatz
Der 1995 Tube Stock wird ausschließlich auf der Northern Line eingesetzt. Ein Einsatz auf anderen Underground-Strecken ist wegen der Gefahr von Störungen an Signalanlagen nicht zulässig.

## Galerie

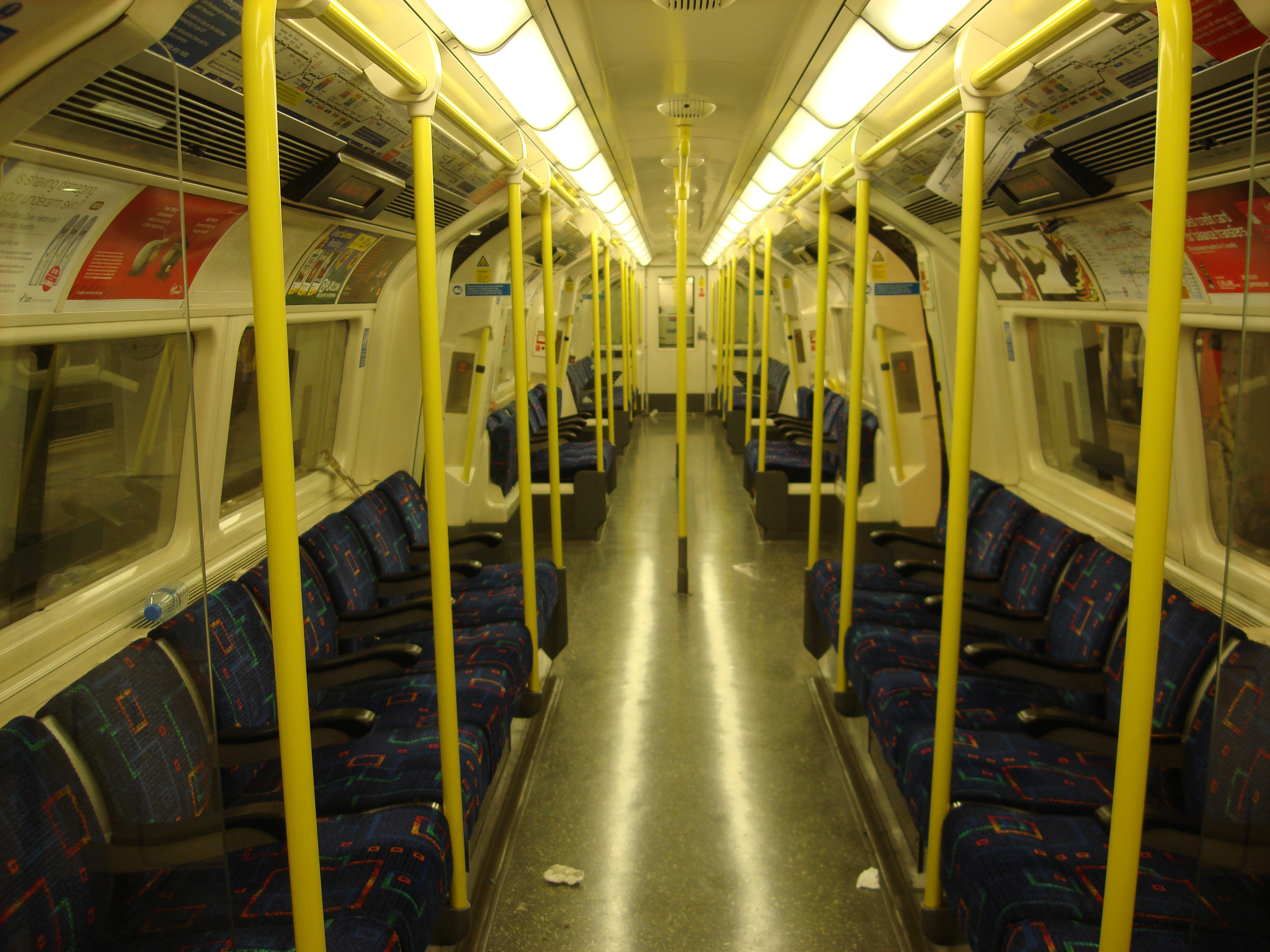
Inneneinrichtung des 1995 Tube Stock
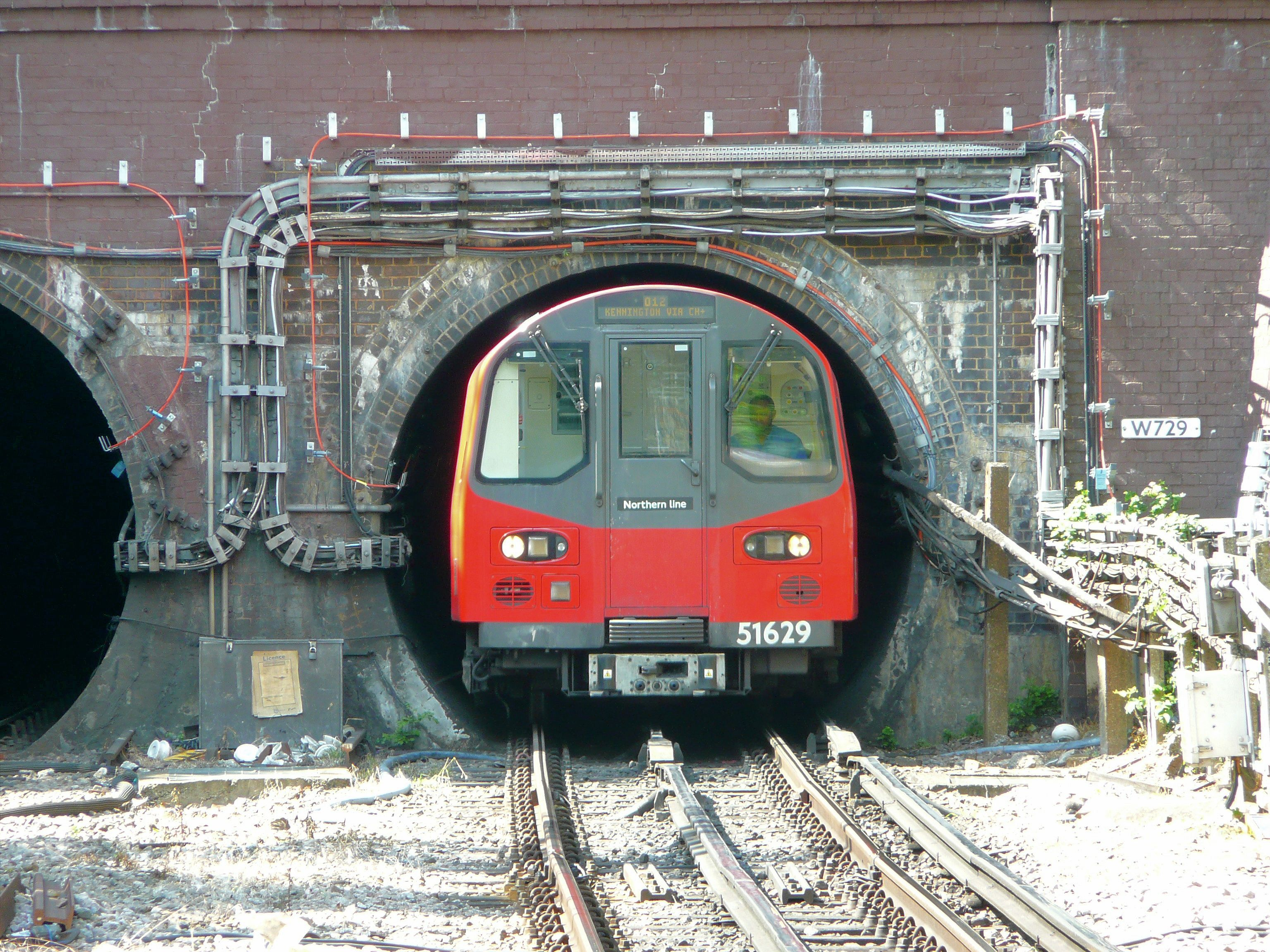
1995 Tube Stock bei der Ausfahrt aus einem Tunnel
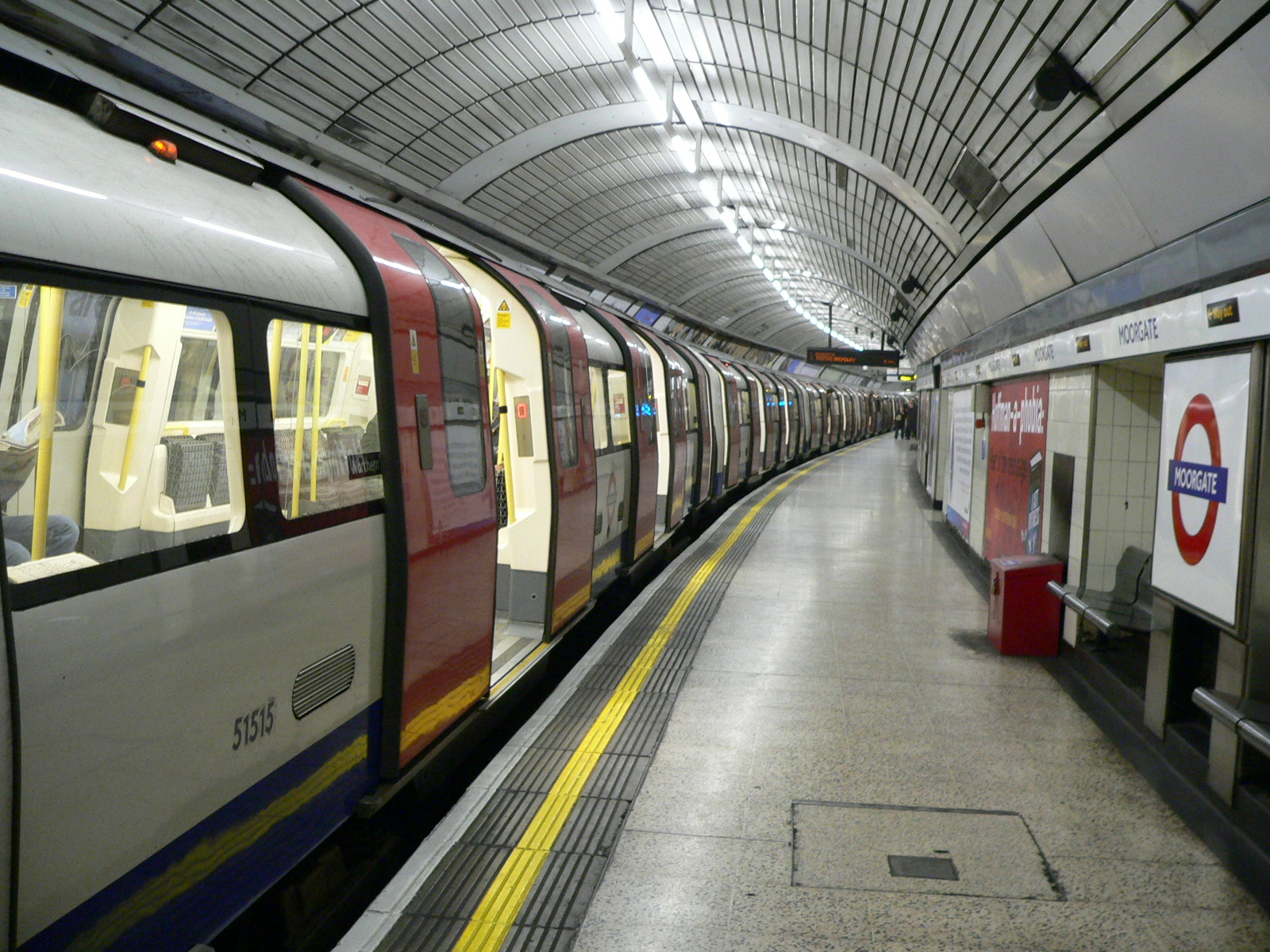
Ein Zug der Northern Line in der Station Moorgate
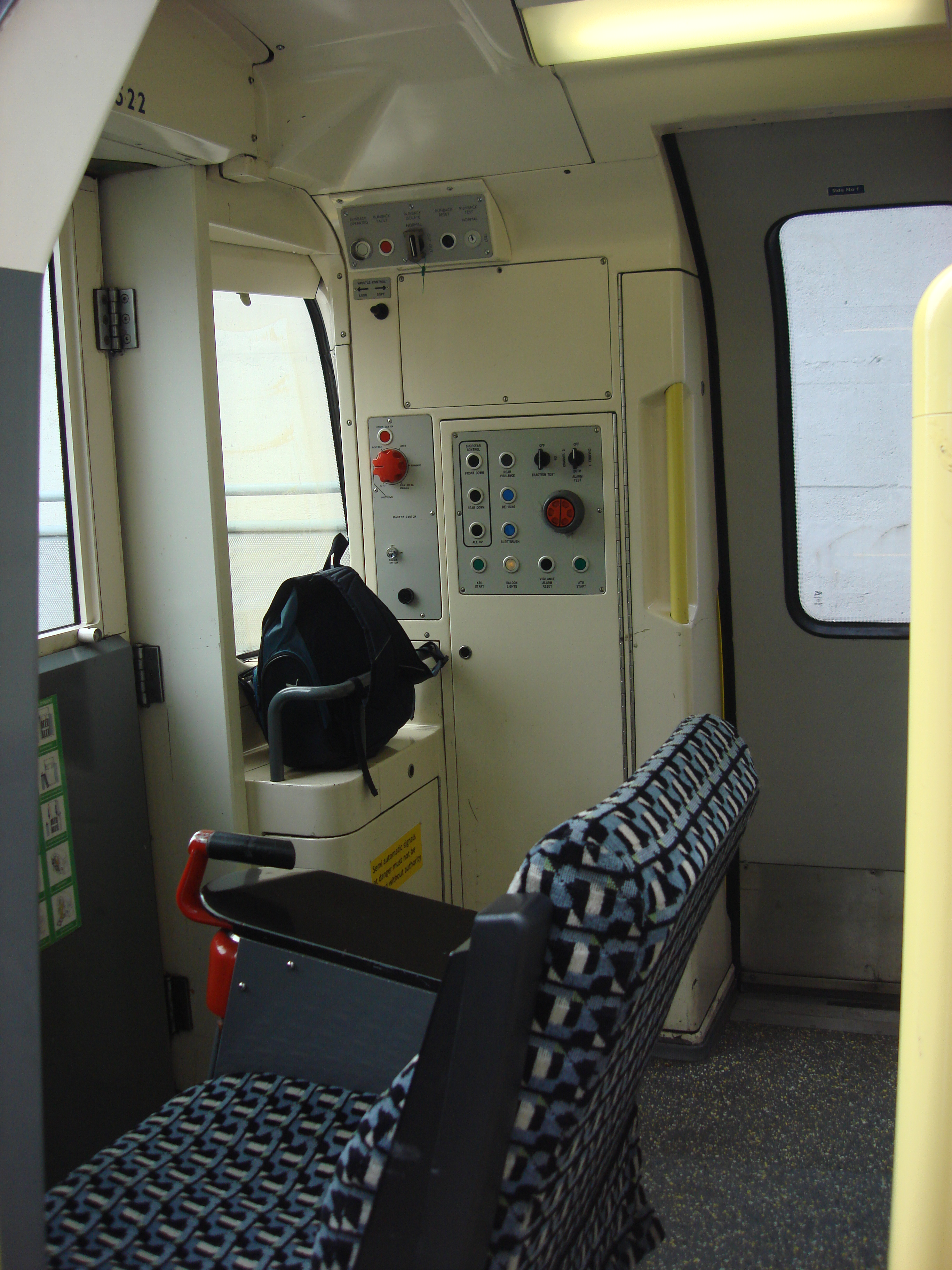
Blick in den Führerstand
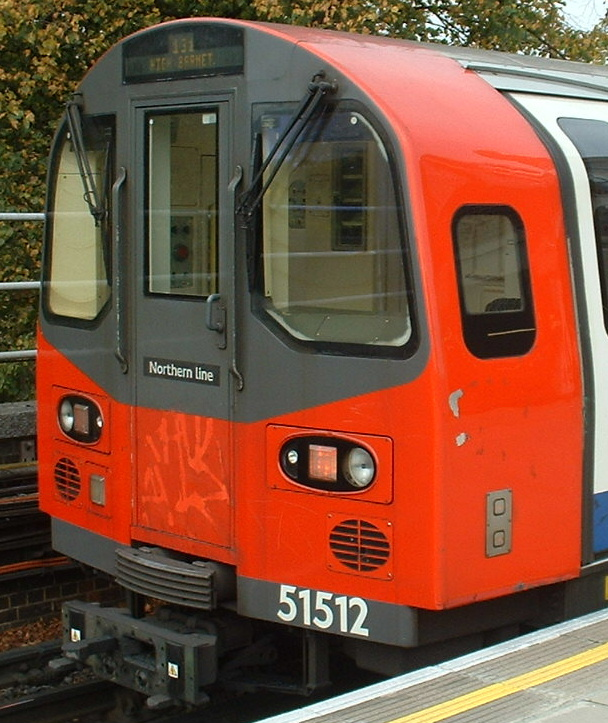
Kopf des 1995 Tube Stock